# Adolf Bargmann
Adolf Gerhard Johann Bargmann (* 1835; † 1893) war ein deutscher Anwalt und Parlamentarier.

## Leben
Adolf Bargmann studierte Rechtswissenschaften an der Georg-August-Universität Göttingen. 1856 wurde er Mitglied des Corps Friso-Luneburgia Göttingen. Nach dem Studium und der Promotion zum Dr. jur. wurde er Obergerichtsanwalt in Oldenburg (Oldenburg), wo er bis zu seinem Tod lebte.
Von 1869 bis 1872 und 1878 gehörte Bargmann dem Oldenburgischen Landtag an.